# カール・フロイント
カール・フロイント（Karl Freund、1890年1月16日 - 1969年5月3日）は、ドイツの撮影技師。担当した映画は100作以上に上る。

## 来歴
ユダヤ系の両親、グレイザー・ジュリアス・フロイントと妻マリーの間にボヘミアに生まれる。幼少時にベルリンへ移住し、15歳から映写技師として働き始めた。その後ニュース映画のカメラマンとしてキャリアを積み、1911年にアスタ・ニールセン主演「Heißes Blut」で初めて劇映画の撮影を務める。1920年代には「巨人ゴーレム」(1920)「最後の人」(1924)「メトロポリス」(1927)等の名作のカメラマンとして起用された。実験映画の「伯林 - 大都会交響楽」では監督ヴァルター・ルットマンと共同で脚本も担当している。
1929年にアメリカに渡り、「魔人ドラキュラ」(1931)から「キー・ラーゴ」(1948)まで多くの映画の撮影を担った。「魔人ドラキュラ」では監督のトッド・ブラウニングが仕事のやる気を失っていたため、いくつかのシーンはフロイントが演出を行ったという。「大地」(1937)でアカデミー撮影賞を受賞。また1921年から35年の間に10本の長編映画を監督しており、最も有名なものはボリス・カーロフ主演の「ミイラ再生」(1932)とピーター・ローレ主演「狂恋」(1935)の2本の怪奇映画である。
1951年、フロイントはデジ・アーナズから依頼を受け「アイ・ラブ・ルーシー」の撮影監督に就任。以降はテレビ業界で「Our Miss Brooks」などシットコムの人気作をいくつか手がけた。

## 主な作品
- キー・ラーゴ -  Key Largo（1948）
- デュバリイは貴婦人 - Du Barry Was a Lady（1943）
- 高慢と偏見 - Pride and Prejudice（1940）
- ゴールデン・ボーイ - Golden Boy（1939）
- 征服 - Conquest（1937）
- 大地 - The Good Earth（1937）
- 椿姫 - Camille（1936）
- 狂恋（監督のみ） - Mad Love（1935）
- モルグ街の殺人 - Murders in the Rue Morgue（1932）
- ミイラ再生（監督のみ） - The Mummy（1932）
- 裏町 - Back Street（1932）
- 魔人ドラキュラ - Dracula（1931）
- 伯林 - 大都会交響楽 - Berlin – Die Sinfonie der Großstadt（1927）
- メトロポリス - Metropolis（1927）
- タルチュフ -  Tartüff（1926）
- ヴァリエテ - Varieté（1925）
- ミカエル - Michael（1924）
- 最後の人 - Der letzte Mann（1924）
- ジェキル博士とハイド - Der Januskopf（1920）
- 巨人ゴーレム - Der Golem, wie er in die Welt kam（1920）
- サタン - Satanas（1919）